# Carrie Anne Philbin
Carrie Anne Philbin là một giáo viên khoa học máy tính kiêm tác giả. Cô là Ban chỉ đạo Giáo dục tại Quỹ Raspberry Pi và Chủ nhiệm của Computing At School (CAS), điều hành cả nhóm #CASInclude. Cô đã viết cuốn sách Adventures in Raspberry Pi cho thanh thiếu niên và cũng lập kênh YouTube Geek Gurl Diaries và cả kênh CrashCourse cho việc giảng dạy.

## Đời sống
Philbin học Lịch sử tại Đại học Essex. Cô tự mình học cách lập trình cũng như quản lý một số hệ thống máy tính sau tốt nghiệp. Cô được huấn luyện trở thành một giáo viên trong ngành khoa học máy tính.

## Sự nghiệp
Philbin dạy trẻ em và các giáo viên cách viết mã bằng ngôn ngữ lập trình Python và Scratch. Năm 2014, cô bắt đầu làm việc tại Quỹ Raspberry Pi.
Kênh Geek Gurl Diaries được Philbin tạo vào năm 2012 nhằm truyền đạt cho những người trẻ tuổi khám phá về sự thú vị của khoa học và kỹ thuật sáng tạo. Kênh tổng có 23.500 người đăng ký trên YouTube và được giành giải Talk Talk Digital Heroes năm 2013.
Adventures in Raspberry Pi xuất bản năm 2013 với các bản tiếp theo vào năm 2014, 2015 và 2016. Nội dung bao gồm giới thiệu về lập trình, các dự án máy tính và hướng dẫn khoa học.
Năm 2017, Philbin hợp tác với Crash Course tạo một loạt video giải thích nguồn gốc của máy tính thời hiện đại trên kênh CrashCourse. Loạt này bao gồm 40 video, với khoảng từ 100.000 đến 1.100.000 lượt xem.